# Aporocactus
Aporocactus Lem. è un genere di piante succulente appartenente alla famiglia delle Cactacee.

## Tassonomia
Il genere comprende due specie:
- Aporocactus flagelliformis (L.) Lem.
- Aporocactus martianus (Zucc. ex Pfeiff.) Britton & Rose